# Nowomykołajiwka (rejon berysławski)
Nowomykołajiwka (ukr. Новомиколаївка) – wieś na Ukrainie, w obwodzie chersońskim, w rejonie berysławskim. W 2001 liczyła 792 mieszkańców, spośród których 748 posługiwało się językiem ukraińskim, 36 rosyjskim, 3 mołdawskim, 1 ormiańskim, a 4 innym.